# Paul Röwer
Paul Röwer (* 26. Mai 1995 in Berlin) ist ein deutscher Fußballspieler.

## Karriere
Er steht seit der Saison 2013/14 im 2. Fußball-Bundesliga-Kader von Energie Cottbus. Sein dortiges Debüt folgte am 26. April 2014 gegen den FSV Frankfurt, als er in der 56. Spielminute für Erik Jendrisek eingewechselt wurde. In dieser Partie erzielte er auch direkt seinen ersten Treffer in der zweiten Liga.
Nach der Saison 2013/14 verlängerte Röwer seinen Vertrag in Cottbus bis 2016.
Anfang 2015 wurde Röwer von Energie Cottbus bis zum Ende der Saison an FC Viktoria 1889 Berlin ausgeliehen. Im Sommer 2015 wechselte Röwer zu Union Klosterfelde.